# La Frette (Saône-et-Loire)
La Frette település Franciaországban, Saône-et-Loire megyében. Lakosainak száma 251 fő (2022. január 1.). La Frette Saint-Vincent-en-Bresse, Baudrières, Huilly-sur-Seille, Saint-André-en-Bresse, Savigny-sur-Seille és Simandre községekkel határos.

## Népesség
A település népességének változása:
| Lakosok száma | 240  | 245  | 247  | 241  | 242  | 239  | 237  | 244  | 251  |
|               | 2013 | 2015 | 2016 | 2017 | 2018 | 2019 | 2020 | 2021 | 2022 |